# Hòstia

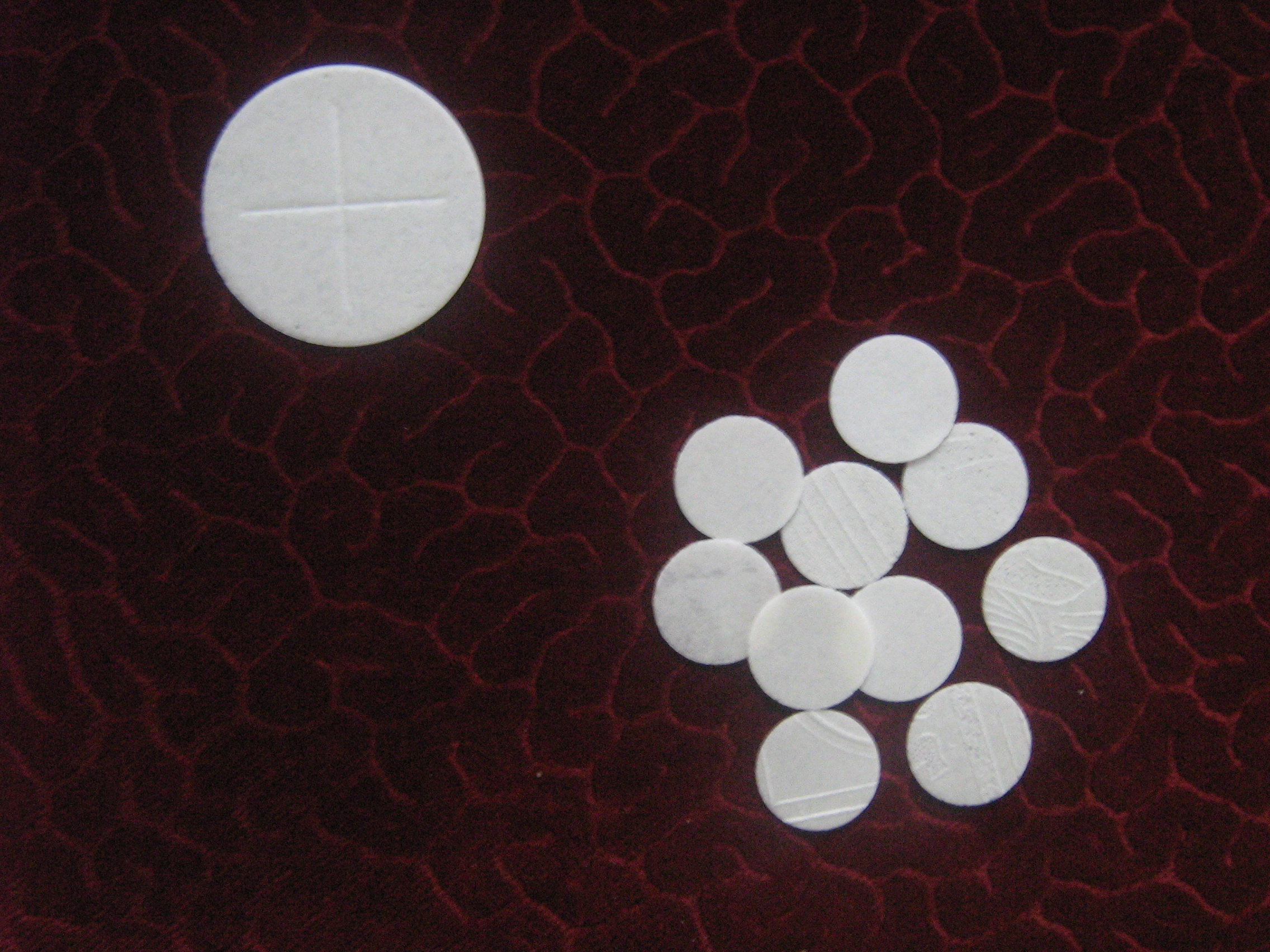
Hòsties

Una hòstia (del llatí hostia), també dit santíssim sagrament, és un tros prim i rodó de pa àzim (pa sense llevat) que, al catolicisme, el sacerdot consagra en la missa, junt amb el vi negre. L'hòstia (pa) consagrada, pa supersubstancial o pa de la vida, representa el cos de Crist i el vi consagrat la seva sang.
L'eucaristia, comunió o santíssim sagrament és un sagrament que els catòlics practicants fan cada diumenge. A la part central de la missa hi ha una pregària eucarística que serveix de consagració, i a la fi el sacerdot ofereix a cada un dels feligresos una hòstia. Segons les normes catòliques, se l'han de posar sencera a la boca i no la poden mastegar. Per a poder menjar-la, a més, la persona ha d'haver fet la primera comunió i, abans de la missa, hauria d'haver confessat els seus pecats en privat a un capellà o sacerdot.
Algunes estan decorades amb relleus o fins i tot amb taques de color vermell. A l'edat mitjana eren força més grans del que són actualment. Sembla que les neules van ser creades per monges a partir de les hòsties. Actualment a alguns llocs es fan hòsties sense gluten perquè els celíacs no es vegin exclosos de la menja d'aquest pa.